# Chợ Gạo (xã)
Chợ Gạo là một xã thuộc tỉnh Đồng Tháp, Việt Nam.

## Địa lý
Xã Chợ Gạo có vị trí địa lý:
- Phía đông giáp xã An Thạnh Thủy.
- Phía tây giáp phường Mỹ Phong.
- Phía nam giáp xã Bình Ninh.
- Phía bắc giáp xã Lương Hòa Lạc và Tân Thuận Bình.

Xã Chợ Gạo có diện tích 25,17 km², dân số năm 2025 là 33.793 người, mật độ dân số đạt 1.342 người/km².

## Lịch sử
Trước ngày 16 tháng 6 năm 2025, Chợ Gạo là thị trấn huyện lỵ của huyện Chợ Gạo, Tiền Giang.
Ngày 16 tháng 6 năm 2025, Ủy ban Thường vụ Quốc hội ban hành Nghị quyết số 1663/NQ-UBTVQH15 về việc sắp xếp các đơn vị hành chính cấp xã của tỉnh Đồng Tháp năm 2025. Theo đó, sắp xếp toàn bộ diện tích tự nhiên, quy mô dân số của thị trấn Chợ Gạo và các xã Long Bình Điền, Song Bình thành xã mới có tên gọi là xã Chợ Gạo.
Sau khi sáp nhập, xã Chợ Gạo có 25,17 km² diện tích tự nhiên và dân số 33.793 người.